# Горданов, Евсей Степанович
Евсей Степанович Горданов (1777 — июнь 1859, д. Евтиховская Малоархангельского уезда Орловской губернии) — адъютант Кавалергардского полка, участник заговора против Павла I.

## Биография
Родился в 1777 году. Происходил из дворян Курской губернии, владел в Малоархангельском уезде 110 душами в усадьбе Евтиховской. На службе с 1791 года в Лейб-гвардии Измайловском полку солдатом, в том же году произведён в капралы, в 1792 году в фурьеры, в 1794 году в подпрапорщики. 24 декабря 1796 (4 января 1797) года пожалован кавалергардом в Кавалергардские эскадроны, по расформировании которых 11 (22) ноября 1797 года переведён унтер-офицером в Конную гвардию, откуда вторично взят в Кавалергардский корпус; в 1799 г. произведён в корнеты с назначением адъютантом и пожалованием ордена св. Иоанна Иерусалимского. При сформировании в 1800 г. Кавалергардского полка переведён в него адъютантом.
Горданов пользовался расположением Павла I. Так, однажды на разводе караула лошадь под Гордановым поскользнулась, и император в гневе сказал: «Плохо подкована». Вместо ожидавшегося строгого взыскания через несколько дней Павел при очередном разводе караула подарил Горданову серебряные подковы. В другой раз Горданов спас от ссылки своего друга Евтихия Ивановича Сафонова, найденного спящим во внутреннем карауле, уговорив Павла Петровича отсрочить исключение Сафронова из полка.
В ночь убийства императора 11 (23) марта 1801 года руководитель заговора граф Пален возложил на Горданова обязанность наблюдать за императрицей Марией Фёдоровной. Горданов не впустил императрицу к телу мужа и не дал ей объявить солдатам, что из-за кончины Павла I она имеет право вступить на престол, а затем, когда она упала в обморок, поднял и отнёс её в апартаменты.
29 июля (10 августа) 1801 года, когда кавалергардский полк проходил через Гатчину, выступая в поход в Москву на коронацию Александра I, вдовствующая императрица узнала Горданова. В тот же день в полковом приказе появилось распоряжение: «Полкового адъютанта не употреблять ни в какие должности». Но 22 августа (3 сентября) 1801 года это распоряжение было отменено. Через несколько дней, 3 (15) сентября 1801, последовал новый приказ: «Произведенный из полковых адъютантов корнет Горданов в штабс-капитаны определяется в Нарвский драгунский полк». Нарвские драгуны тогда стояли на Кавказе. Горданов вместо расположения Нарвского полка отправился в свою курскую деревню Евтиховскую (купленную при содействии вышеупомянутого Евтихия Сафонова), откуда подал прошение об отставке, которое было удовлетворено 8 (20) февраля 1802 года.
Горданову, по семейной легенде, был запрещён выезд из деревни, однако сохранившиеся документы показывают, что он выезжал из неё, в частности, навещал своего родственника Овцына в Новгородской губернии в январе 1803 года. Вероятно, ему был запрещён лишь въезд в обе столицы.
Ф. П. Уваров (шеф Кавалергардского полка во время службы Горданова, впоследствии приближённый Александра I, сам причастный к заговору против Павла) неоднократно хлопотал о прощении своего бывшего подчинённого, но безуспешно. Однако через Уварова Горданов «неоднократно получал вспомоществования, в том числе однажды 15 т. рублей».
Горданов жил почти безвыездно в своей деревне и умер холостым и бездетным в июне 1859 года.